# Tennkogel (Bad Hofgastein)
Der Tennkogel ist ein 2333 m ü. A. hoher Berg in der Ankogelgruppe im österreichischen Bundesland Salzburg.
Er liegt auf dem Gebirgskamm zwischen dem oberen Großarltal im Osten und dem Gasteinertal im Westen unmittelbar oberhalb von Bad Hofgastein. Nachbarberg im Norden ist die Schrottwand (2318 m, Vermessungspunkt), im Südosten liegt der Frauenkogel (Gipfelkreuz, 2423 m). Entlang dem Kamm führt ein markierter Wanderweg von der 2159 m hohen Schmalzscharte über den Frauenkogel zum Tennkogel. Der Zustieg dorthin ist von Bad Hofgastein über die Rastötzenalm (1740 m) oder von Osten aus dem Großarltal möglich. Von Süden führt ebenfalls ein Weg über den Kamm, dieser kann vom Gamskarkogel (2467 m) oder aus dem Großarltal über die Bachalm (1536 m) erreicht werden.